# ワールドサーフリーグ
ワールドサーフリーグ（World Surf League）は、サーフィンのプロツアーを運営する組織。

## WSLチャンピオンシップツアー
前身は1964年に国際サーフィン連盟が開催された世界選手権で、現在のフォーマットになったのはIPSワールドサーキットになってからの1976年。男子は11戦、女子は7戦（2011年現在）にわたって開催され、その年のワールドチャンピオンを決定する。2015年から名称をワールドサーフリーグ（WSL）に変更。歴代チャンピオンにはケリー・スレーター、ステファニー・ギルモア、レイン・ビーチリー、ガブリエウ・メジーナなどが挙げられる。